# Московський міжнародний Будинок музики
Московський міжнародний Будинок музики  (рос. Московский международный Дом музыки) — багатопрофільний музичний центр, що створено в місті Москва на початку 21 ст.
Ініціатором створення музичного закладу виступив Володир Співаков. Будівництво відбулося за два роки.

## Проект і реалізація
Проект створило московське «Товариство театральних архітекторів», керівники — Ю. Гнедовський, В. Красильников, Д. Солопов, М. Гаврилова. Згідно з проектом, споруда була заглиблена в землю і здіймалась над поверхнею на десять поверхів. Зовнішньо споруда нагадувала медузу, підняту з глибин моря — через заокруглений дах і використання скляних вертикальних об'ємів на фасадах. Під споруду відвели 37 000 кв. метрів площі в історичному центрі столиці неподалік від ст. метро «Павелецька». Загальна висота самої споруди — сорок шість метрів.
В комплекс споруд увійшли :
- Будинок музики
- Крамниця квітів
- виставкова галерея
- Ресторан «Аллегро»
- бізнес-центр «Риверсайд Тауерс»
- Свіссготель Червоні Схили (рос. Свиссотель Красные холмы) у вигляді скляного циліндра заввишки сто шістдесят п'ять (165) метрів.

## Орган Будинку музики
Поки йшли суперечки в оцінках між посадовцями, критиками і суспільством, комплекс почав жити власним життям. Портрети російських композиторів 20 століття для Будинку музики замовили російському художнику Дмитру Жилінському.
Новий орган для закладу замовили в Німеччині. Інструмент виготовив консорциум німецьких фірм «Klais» та «Glatter-Gotz» в традиції романтичних «симфонічних органів». Диспозицію органа (склад регістрів) та звукову концепцію разробили разом російський органний фахівець Павло Кравчун та голова фірми «Klais» Філіп Клайс. Новий орган має 6 000 металевих и дерев'яних труб. Металеві труби виготовлені зі сплава олова та свинцю, а дерев'яні — із деревини сосни, ялини, дуба, груші. Довжина найбільшої труби сягає 12 метрів, найменша — близько 10 міліметрів. Модерновий «тривимірний» фасад органа створений за проектом шотландського архитектора та дизайнера Грема Тристрама. За кількістю регістрів (84) орган Московського міжнародного Будинку музики на початок 21 століття є найбільшим в російській столиці.
Серед тих, хто грав на новому органі і дав йому схвальні відгуки — Василь Долинський, Вінфрід Бьониг, Гунар Іденстам, Саймон Престон, Олівье Латрі, Хан Гійю, Ліонель Рогг.

## Світлановський зал
Світлановський зал має 1699 місць. Назву отримав на честь відомого московського диригента Свєтланова Євгена Федоровича, котрий спромігся одним з небагатьох музичних діячів не стати комуністом навіть за часів СРСР. Саме в цьому залі розмістили і новий орган. Світлановський зал призначено для проведення великих концертів класичної музики та фестивалів. Стіни залу облицювали деревиною російської модрини, котру за акустичними якостями вважають найбільш відповідною для концертних залів.
В передпокої Світлановського зала розмістили два погруддя. Перше — бронзове погруддя диригента Євгена Свєтланова (скульптор Анікушин Михайло Костянтинович). Цей твір — подарунок закладу від удови диригента Ніни Ніколаєвої-Светланової від 2005 року. Друге — погруддя композитора Дмитра Шостаковича, подарунок від Володимира Співакова. Зал пристосований для транслювання концертів на радіо, телебаченні і в мережі інтернет.

## Камерний зал
Камерний зал меншого розміру і розташований під Світлановським залом. Він розрахований на 556 місць. Зал також обладнаний органом-позитивом фірми «Glatter-Gotz», має сім регістрів і один мануал (його диспозицію та конструкцію разробили Каспар фон Глаттер-Гетц и російський фахівець Павло Кравчун). В залі встановили також концертний клавесин з двома мануалами фірми «Нойперт».

## Театральний зал
Театральний зал призначений не тільки для оперних чи балетних вистав, а й для концертів, показу мод, презентацій та інших мистецьких подій. Перші п'ять рядів можна прибрати, тому кількість місць в Театральному залі коливає між 400 та 524.

## Музична тераса
Музична тераса — це і літнє кафе, і четвертий концертний майданчик. Тут проводять фестивалі і бенкети, грають джаз, відбуваються корпоративні вечірки.